# Zbliżenie (film)
Zbliżenie (pers. کلوزآپ ، نمای نزدیک, Klūzāp, nemā-ye nazdīk) – irański film z 1990 roku, będący hybrydą dokumentu i kina fabularnego, w reżyserii Abbasa Kiarostamiego. Zdjęcia kręcono w Teheranie.
Obraz opowiada historię kinofila Hossaina Sabziana, który pragnie spotkać się z autentycznym irańskim reżyserem Mohsenem Makhmalbafem. Dzieło Kiarostamiego zostało wyróżnione nagrodą FIPRESCI na MFF w Stambule.